# Dublin International Film Festival
Il Dublin International Film Festival (DIFF) è una manifestazione cinematografica fondata nel 2003 e ripresa quattro anni dopo, nel 2007, dal critico Michael Dwyer, e dal produttore David McLoughlin, con lo scopo di promuovere il cinema irlandese e mondiale.

## Storia
Il festival si svolge ogni anno a febbraio e coinvolge, oltre ai cinema, vari luoghi di cultura della capitale irlandese. L'evento comprende inoltre un impianto di schermi in tutta la città di Dublino per celebrarne il patrimonio cinematografico. I film vengono proiettati nel luogo in cui sono stati girati.
Nel 2007 il festival introduce l'Audience Award, assegnato ad un film scelto dal pubblico, e il Premio Volta, che prende nome dal primo cinema di Dublino, il Volta Picture Theatre, istituito dall'autore James Joyce nel 1905; tale premio è un riconoscimento alla carriera, per celebrare le personalità che hanno dato un contributo significativo al mondo del cinema. I Critics 'Awards (Premi della Critica) sono stati presentati nel 2009, mentre il Michael Dwyer Discovery Award' è stato creato nel 2010 dopo la sua morte per onorare gli irlandesi che lavorano in ambiente cinematografico.
Ma è nel 2008 che si verifica un mutamento significativo, per via dei cambiamenti nella produzione esecutiva, affidata e Gráinne Humphreys che ha sostituito Michael Dwyer come Direttore del Festival, e Joanne O'Hagan che ha assunto il ruolo, già detenuto da Rory Concannon, di amministratore delegato. Michael Dwyer assume invece la carica di Presidente del Consiglio del Film Festival Internazionale di Dublino dopo le dimissioni David McLoughlin. Nello stesso anno viene registrata la vendita di oltre 38.000 biglietti.
Questo festival, nonostante la scarsa fama, vanta ogni anno personalità molto note del panorama cinematografico mondiale: nel 2013 e 2014 ha avuto come ospiti Paolo Sorrentino, Colin Firth, Daniel Day-Lewis, Glenn Close, Mark Wahlberg, Richard Dreyfuss, il regista Terry Gilliam e molti altri. Nel 2013 dedica una galleria fotografica al compositore italiano Ennio Morricone.
Nel 2016 lo sponsor d'origine Jameson viene sostituito dopo 13 anni da Audi.

### Alcuni dei riconoscimenti assegnati
- Premio alla carriera a Daniel Day-Lewis nel 2008
- Premio alla carriera e Miglior regia (per Il Divo) a Paolo Sorrentino nel 2009
- Premio alla carriera a Patricia Clarkson e Kristin Scott Thomas nel 2010
- Miglior performance femminile a Tilda Swinton nel 2010
- Premio speciale della giuria a Il cattivo tenente - Ultima chiamata New Orleans nel 2010
- Premio Volta ad Al Pacino nel 2012
- Premio Volta a Danny DeVito, Tim Roth, Costa-Gavras e Joss Whedon nel 2013
- Premio Volta a Terry Gilliam e Stanley Tucci nel 2014
- Miglior documentario a Kurt Cobain: Montage of Heck nel 2015
- Premio del pubblico a Il sale della terra nel 2015
- Premio Volta ad Angela Lansbury e Claudia Cardinale nel 2016
- Miglior film a Mustang nel 2016
- Miglior attrice a Monica Bellucci (per Ville-Marie) nel 2016